# Thomas Clifford, VI barone Clifford
Thomas Clifford, VI barone Clifford (1363 – Europa orientale, 1391), è stato un nobile e militare inglese, favorito di re Riccardo II d'Inghilterra.

## Biografia
Era il figlio primogenito di Robert Clifford, V barone Clifford. Quando nel 1389 successe al padre nel titolo nobiliare venne registrato come ventiseienne, collocando quindi la sua data di nascita all'incirca nel 1363. Durante gli anni 1380 si distinse come cavaliere al servizio di re Riccardo II d'Inghilterra; sono registrati vari duelli e tornei che sostenne in questo periodo, così come le sue attività militari contro il regno di Scozia, come la difesa del castello di Carlisle.
Proprio all'assedio di Carlisle cominciò la sua faida con lo scozzese William Douglas, signore di Nithsdale, che nel 1390 sfidò a duello per determinare la proprietà di alcune terre reclamate da entrambi. L'indole focosa e guerresca di Clifford lo rese favorito di Riccardo II, facendolo al contempo temere dagli altri feudatari inglesi, che ne orchestrarono la rovina politica e quindi l'esilio dalla corte di Londra. Clifford allora, vista svantaggiosa la propria permanenza in Inghilterra, si unì all'esercito di Tommaso Plantageneto, I duca di Gloucester, in procinto di partire per le crociate del Nord.
Da quel momento le tracce di Clifford si fanno fumose. La tradizione vuole che giunto in Prussia, a Danzica oppure a Königsberg abbia incontrato nuovamente William Douglas, a sua volta unitosi alla spedizione, e abbia avuto con lui un diverbio, poi sfociato in rissa. Clifford avrebbe allora ucciso oppure ordinato l'assassinio di Douglas, causando un'ondata di sdegno nello schieramento crociato, che rischiò di sfaldarsi. Clifford allora, pentito, avrebbe deciso di espiare i propri peccati partendo in pellegrinaggio per la Terrasanta e morendo durante il viaggio nella seconda metà del 1391. In realtà questa versione dei fatti, piuttosto romanzata, è improbabile, poiché lo stesso William Douglas non è certo che fosse mai partito per la crociata, e soprattutto da alcuni resoconti è dato ancora in vita nel 1392, quindi dopo la morte di Clifford. Le menzioni del barone si fermano comunque al 1391, segno di una sua morte in quell'anno o poco dopo; non è noto se sia perito combattendo nell'Europa orientale o se sia rientrato in Inghilterra.

## Discendenza
Thomas Clifford si sposò verso il 1378 con Elizabeth de Ros, figlia di Thomas de Ros, IV barone Ros, dalla quale ebbe due figli:
- John Clifford, VII barone Clifford (1389-1422), suo successore;
- Maud Clifford (?-1424), seconda moglie di Riccardo Plantageneto, III conte di Cambridge.